# Lithobius alavicus
Lithobius alavicus är en mångfotingart som beskrevs av Matic 1959. Lithobius alavicus ingår i släktet Lithobius och familjen stenkrypare.
Artens utbredningsområde är Spanien. Inga underarter finns listade i Catalogue of Life.